# Мусульманин (фильм)
«Мусульманин» — российский художественный фильм 1995 года режиссёра Владимира Хотиненко о судьбе русского мусульманина.

## Сюжет
Главный герой рядовой Николай Иванов пробыл в плену у моджахедов 7 лет. Афганский крестьянин выкупил Николая, когда его вели расстреливать, и Николай заменил ему убитого сына. Николай принял ислам и в родное село вернулся мусульманином. Односельчане поначалу с радостью приняли долго отсутствовавшего земляка, своего родного парня, однако непривычное, ортодоксальное отношение Абдаллы (таково его исламское имя) к деньгам, семье, религии, алкоголю, воровству вызвали враждебное отношение к нему, особенно у старшего брата.
На протяжении фильма таинственный незнакомец наблюдает за Николаем с момента его прибытия в деревню. Потом выясняется, что это офицер-замполит, его бывший однополчанин, считающий Николая предателем. Николай пытается убедить офицера в обратном. Замполит, пытаясь разобраться в ситуации, случайно стреляет из пистолета в Иванова, отчего последний умирает.

## В ролях
| Актёр             | Роль                  |
| ----------------- | --------------------- |
| Евгений Миронов   | Коля (Абдулла) Иванов |
| Нина Усатова      | тётка Соня, мать Коли |
| Александр Балуев  | Федька, брат Коли     |
| Евдокия Германова | Верка                 |
| Александр Песков  | неизвестный           |
| Иван Бортник      | крёстный              |
| Сергей Тарамаев   | Отец Михаил           |
| Пётр Зайченко     | Павел Петрович        |
| Владимир Ильин    | Пастух Геннадий       |
| Иван Агафонов     | эпизод                |

## Съёмочная группа
- Автор сценария: Валерий Залотуха
- Режиссёр: Владимир Хотиненко
- Оператор: Алексей Родионов
- Художник: Александр Попов
- Композитор: Александр Пантыкин

Съёмки проходили в Рязанской области, в деревне Урдово (Касимовский район).

## Награды
- Гран-при жюри МКФ Монреаль — приз кинопрессы за 1995 год, как лучшему фильму года.
- ОРКФ «Кинотавр» — приз лучшим актерам (Александру Балуеву и Нине Усатовой).
- Приз «Ника» — лучшему сценаристу (Валерий Залотуха), лучшей актрисе (Нина Усатова) и за роль 2-го плана (Александр Балуев).
- Призы МКФ «Золотой Витязь» — за лучшую режиссуру, лучшему сценаристу, лучшей актрисе.
- Призы кинопрессы России-95 — лучший фильм, лучший актер (Евгений Миронов).
- В 1995 году фильм был претендентом на премию «Оскар» от России, но номинирован не был и в шорт-лист не вошёл.